# Brendan Bernakevitch
Brendan Bernakevitch (né le 14 juin 1982 à Regina, dans la province de la Saskatchewan au Canada) est un joueur professionnel canadien de hockey sur glace.

## Carrière de joueur
Après sa carrière universitaire avec la prestigieuse Université Harvard, il se joint aux Monarchs de Manchester de la Ligue américaine de hockey. Il passa en cours de saison aux Aeros de Houston contre notamment Alexandre Daigle. En 2006-2007, il joua avec les Stingrays de la Caroline du Sud dans la East Coast Hockey League.

## Statistiques de carrière
| Saison    | Équipe                          | Ligue              |    | Saison régulière | Saison régulière | Saison régulière | Saison régulière | Saison régulière |    | Séries éliminatoires | Séries éliminatoires | Séries éliminatoires | Séries éliminatoires | Séries éliminatoires |
| Saison    | Équipe                          | Ligue              | PJ | B                | A                | Pts              | Pun              | PJ               | B  | A                    | Pts                  | Pun                  |                      |                      |
| 2000-2001 | Eagles de South Surrey          | LHCB               | 52 | 17               | 22               | 39               | 44               | -                | -  | -                    | -                    | -                    |                      |                      |
| 2001-2002 | Crimson d'Harvard               | NCAA               | 25 | 2                | 7                | 9                | 4                | -                | -  | -                    | -                    | -                    |                      |                      |
| 2002-2003 | Crimson d'Harvard               | NCAA               | 24 | 6                | 2                | 8                | 8                | -                | -  | -                    | -                    | -                    |                      |                      |
| 2003-2004 | Crimson d'Harvard               | NCAA               | 36 | 11               | 19               | 30               | 14               | -                | -  | -                    | -                    | -                    |                      |                      |
| 2004-2005 | Crimson d'Harvard               | NCAA               | 31 | 5                | 13               | 18               | 12               | -                | -  | -                    | -                    | -                    |                      |                      |
| 2005-2006 | Monarchs de Manchester          | LAH                | 42 | 8                | 9                | 17               | 20               | -                | -  | -                    | -                    | -                    |                      |                      |
| 2005-2006 | Aeros de Houston                | LAH                | 6  | 0                | 2                | 2                | 4                | -                | -  | -                    | -                    | -                    |                      |                      |
| 2006-2007 | Stingrays de la Caroline du Sud | ECHL               | 67 | 18               | 18               | 36               | 23               | -                | -  | -                    | -                    | -                    |                      |                      |
| 2007-2008 | Tilburg Trappers                | Coupe des Pays-Bas | 12 | 12               | 7                | 19               | 6                | 3                | 0  | 2                    | 2                    | 2                    |                      |                      |
| 2007-2008 | Tilburg Trappers                | Eredivisie         | 23 | 24               | 27               | 51               | 12               | 9                | 3  | 5                    | 8                    | 4                    |                      |                      |
| 2008-2009 | HC Val Pusteria Wolves          | Série A            | 40 | 17               | 35               | 52               | 6                | -                | -  | -                    | -                    | -                    |                      |                      |
| 2009-2010 | HC Gherdeina                    | Série A2           | 32 | 23               | 37               | 60               | 10               | 16               | 10 | 14                   | 24                   | 4                    |                      |                      |